# Material (șah)
În șah, prin termenul material se face referință la totalitatea pieselor deținute de un jucător pe tabla de șah, la un anumit moment. Astfel, avantajul material îl reprezintă situația în care una din părți deține un ansamblu de piese de o mai mare valoare calculată, la un moment dat, pe timpul unui joc. Valoarea pieselor nu este fixă, ea depinzând de poziția de moment a respectivei piese pe tabla de șah, după cum și de faza de joc.

## Vezi și
- Șah (joc)